# 乌斯季奥尔登斯科耶市镇
乌斯季奥尔登斯科耶市镇（俄语：Муниципальное образование «Усть-Ордынское»）是俄罗斯联邦伊尔库茨克州埃希里特-布拉加特区所属的一个市镇。其下辖有个居民点，行政中心为乌斯季奥尔登斯基。据2016年统计，该市镇的人口为14510人。